# Persisk trädgård

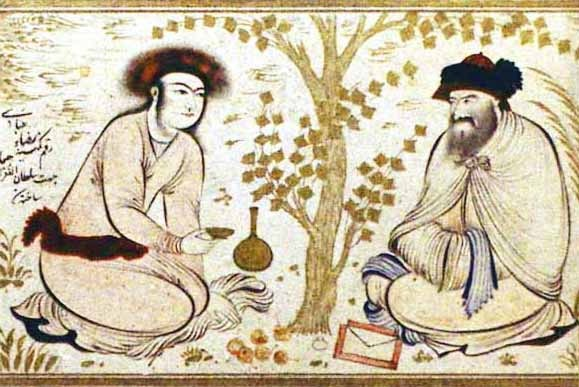
Konstverk som avbildar två män i en persisk trädgård

Den persiska trädgårdens (persiska باغ ایرانی) stil och tradition har påverkat designen av trädgårdar från Andalusien till Indien och längre. Alhambras trädgårdar visar på påverkan av persiska trädgårdens filosofi och stil i detta morisk palats från Andalus-eran i dagens Spanien. Mausoleet Taj Mahal har en av de största persiska trädgårdarna i världen, från mogulrikets era i dagens Indien.

## Historia
Från Akemenidernas era spreds idén om ett jordens paradis  genom den persiska litteraturen och exempel till andra kulturer, både seleukidernas och Ptolemaiska dynastins hellenistiska trädgårdar i Alexandria. Ordet pairidaêza- på Avestiska, fornpersiskans *paridaida-, Mediskans *paridaiza- (muromgärdad, exempelvis en muromgärdad trädgård), translittererades till grekiska som paradeisoi, därefter vidare till latinets paradisus, och från detta ord vidare till andra europeiska språk, exempelvis franskans och svenskans paradis, tyskans Paradies och engelskans paradise. Ordet upptogs även i semitiska språk såsom Akkadiskans pardesu, hebreiskans pardes, och arabiskans firdaws.
Som ordet anger, måste en sådan trädgård vara omsluten. Trädgårdens ändamål var, och är, att ge en plats för skyddad avkoppling för olika saker såsom: andligt, nöje, egentligen ett sorts paradis på jorden. persiska ordet för "omslutet område" var pairi-daeza, en term som togs upp av den kristna mytologin för att beskriva Edens trädgård eller Paradiset på jorden.
Trädgårdens utformning kan vara formell (med fokus på byggnadsverk) eller allmän (med betoning på naturen), och efter några enkla designregler. Detta ger möjlighet till maximering, i termer av funktion och känsla, av vad som kan göras i en trädgård.

## Ursprung
Den persiska trädgården kan ha sitt ursprung så tidigt som 4 000 f.Kr. Dekorerad keramit från denna tid visar den typiska korsformen. Konturerna av Kyros den stores trädgård, uppförd omkring 500 f.Kr är synlig än idag.
Under Sassanidernas styre (200 till 600-talet e.Kr) och under påverkan av Zoroastrianism, ökade vattnets betydelse i konsten väsentligt. Denna trend manifesterade sig i trädgårdsdesign, med större fokus på fontäner och dammar i trädgårdarna.
Under den arabiska ockupationen ökade trädgårdens estetiska aspekt. Under denna tid, växte de estetiska reglerna om trädgårdskötseln i betydelse. Ett exempel på detta är chahār bāgh  (چهار باغ, "fyra trädgårdar"), en typ av trädgård som försöker imitera Edens trädgård, med fyra floder och fyra kvadranter som representerade världen. Designen är ibland rektangulär snarare än kvadratisk och kan ha vattenkanaler som går genom var och en av de fyra trädgårdarna till en damm i mitten.
Mongolernas invasion av Persien på 1200-talet ledde till en ny betoning av starkt ornamenterade delar i trädgården. Exempel på detta är pioner och krysantemum. Mongolriket förde sedan den persiska trädgårdens traditioner vidare till andra delar av riket (säskilt till Indien).
Babur introducerade Persiska trädgården i Indien. Den nu ovårdade trädgården Aram Bāgh i Agra var den första av många persiska trädgårdarna som skapades. Mausoleet Taj Mahal förkroppsligar det persiska konceptet med en ideal, paradisliknande trädgård.
Safaviderna (1600- till 1700-talet) uppförde och utvecklade stora och episka layoter som var mer än en enkel utvidgning av ett palats utan blev en integrerad estetisk och funktionell del av det. Under de följande århundradena, började europeisk trädgårdsdesign påverka Persien, särskilt den franska trädgårdsdesignen, i andra han den i Ryssland och Storbritannien. Västs påverkan ledde till förändringar vad gäller vattenanvändningen och arterna som användes i blomsterrabatterna.
Traditionella former och stilen används än idag i moderna iranska trädgårdar. De förekommer även på historiska platser, museum och rika familjers hus.

## Element i den persiska trädgården
Solljuset och dess effekter var en viktig faktor för de persiska trädgårdarna. Texturer och former utvaldes av arkitekter för att utnyttja ljuset.
Irans torra hetta gjorde skuggan viktig i trädgårdarna, som kunde vara nästan oanvändbar utan den. Träd och spaljéer ger biotisk skugga; paviljonger och murar är även strukturer som blockerar solljuset.
Hettan gör även vatten betydelsefullt. En form av underjordisk tunnel under grundvattenytan, kallad för qanat, bevattnade trädgården och dess omgivningar. Brunnsliknande strukturer kopplade till ganaten, gör sedan uttaget av vatten möjlig. Alternativt kunde en djurdriven perisk brunn hämta upp vatten till ytan. Sådana hjulsystem flyttade även vatten runt ytvattensystem, som i de i stilen chahar bāgh. Träd planterades ofta i ett dike kallat jub, som förhindrade avdunstning av vatten och gav rötterna snabb tillgång till vattnet.
Persiska stilen försöker ofta integrera inomhus med utomhus genom sammanlänkandet av den omgivande trädgården med en inre gårdsplan. Designers placerar ofta arkitektoniska element såsom valv mellan de yttre och inre områdena för att öppna upp gränsen mellan dem.

## Beskrivningar
De äldsta beskrivningarna och avbildningarna av persiska trädgårdar kommer av resenärer som nådde Iran från väster. Några av dessa är exempelvis Ibn Battuta på 1300-talet, Ruy Gonzáles de Clavijo på 1400-talet samt Engelbert Kaempfer i på 1600-talet. Battuta och Clavijo gör endast korta hänvisningar till trädgårdar utan att beskriva deras design.
Kaempfer gjorde omsorgsfulla avritningar och gjorde om dessa till detaljerade gravyrer efter att han återvänt till Europa. De visar typen chahar bāgh som har: en omslutningsmur, rectangulära dammar, ett internt nätverk av kanaler, trädgårdspaviljonger och grönskande planteringar. Det finns kvarlevande exempel på denna trädgårdstyp i Yazd (Dowlatabad) och i Kashan (Bāgh-e Fin). De trädgårdar som Kaempfer illustrated i Isfahan kan identifieras.

## Stilar

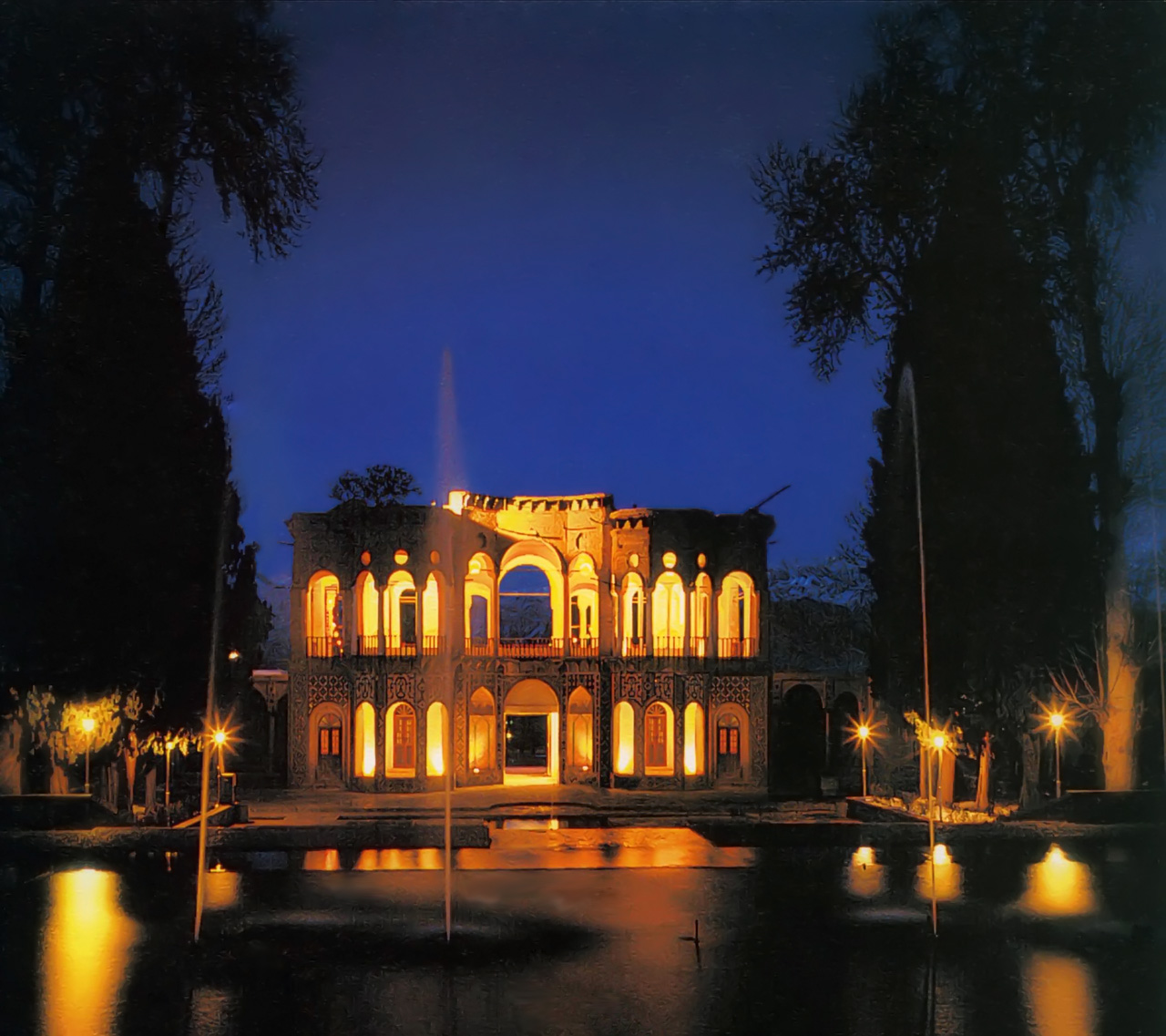
Shazdeh Garden är en av de största trädgårdarna i Kermanprovinsen.

Den persiska trädgårdens sex främsta stilar kan ses i nedanstående tabell, vilket placerar dem i dess funktionella och stilmässiga sammanhang. Trädgårdar är inte begränsade till en bestämd stil, utan interagerar ofta med andra stilar, eller har områden med olika funktioner och stilar.
|           | Klassisk | Formell     | Allmän |
| Offentlig | Hayāt    | Meidān      | Park   |
| Privat    | Hayāt    | Chahār Bāgh | Bāgh   |

### Hayāt
Allmänt är detta en persisk trädgård med klassisk layout med stark betoning på estetik över funktion. Byggnadsverk i trädgården är särskilt viktiga, med bågar och dammar (som kan användas för att bada i). Marken är ofta täckt med grus flankerad med sten. Planteringarna är vanligen väldigt enkla - såsom en rad med träd, som även ger skugga.
Privata trädgårdar av denna typ är ofta centrerade kring en damm. Dammen fungerar som ett fokus och ger lite fuktighet för området omkring. Det finns få växter, vanligen på grund av den begränsade vattentillgången i urbana områden.

### Meidān
Denna är en offentlig, formell trädgård som lägger mer betoning på biotiska element än typen hayāt och har minimalt med byggnadsverk. Växttyperna sträcker sig från träd till buskar och blomsterbäddar samt gräs. Åter igen, finns här element såsom dammar och grusgångar som delar upp gräsytan. När byggnadsverk används, är de ofta byggda för att ge skugga.

### Chahar Bāgh
Dessa trädgårdar är privata och formella. Grundstrukturen består av fyra kvadranter som delas av vattenvägar eller gångvägar. Traditionellt, använde de rika sådana trädgårdar i arbetsrelaterade sammanhang (såsom att underhålla ambassadörer). Dessa trädgårdar balanserar strukturer med växtlighet, med växter vanligen runt en damm och gångbaserade strukturer.

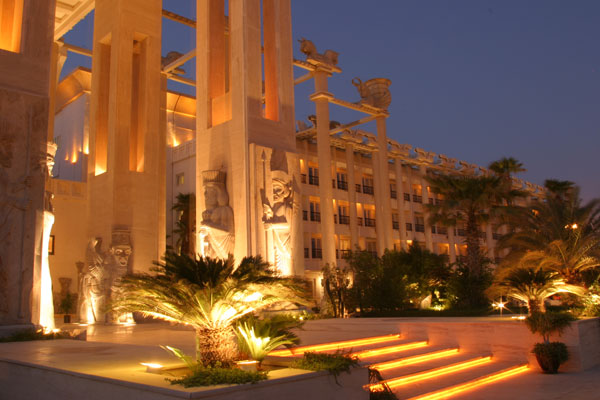
Dariush Grand Hotel, Kish Island. Dess trädgård kombinerar element från både den persiska och den karibiska stilarten.

### Park
Likt många andra parker, har den persiska parkerna som en allmän offentlig funktion med betoning på växter. De har gångvägar och sittplatser, men är i övrigt ovanligt begränsad i termer av strukturella element. Ändamålet med en sådan plats är avkoppling och socialt liv.

### Bāgh
Likt andra vanliga trädgårdar, innefattar begreppet, bāgh (parken) de naturliga och gröna aspekterna av trädgården. Till skillnad från parken är den ett privat område ofta kopplat till byggnader och består av gräsmattor, träd och markväxter. Vattenflöden och gångvägar sticker ut mindre än i dess mer formella motsvarigheter och är framför allt funktionell. Den primära funktionen av ett denna typ av område är avkoppling för ägarfamiljen.